# Harry Potter i l'orde del Fènix
|  | Aquest article tracta sobre el llibre. Si cerqueu la pel·lícula, vegeu «Harry Potter i l'orde del Fènix (pel·lícula)». |

Harry Potter i l'orde del Fènix (títol original en anglès: Harry Potter and the Order of the Phoenix) és una novel·la fantàstica escrita per l'autora britànica J. K. Rowling i la cinquena novel·la de la sèrie de Harry Potter i la més llarga de totes. L'obra segueix les lluites d'en Harry Potter durant el seu cinquè any a l'Escola de Bruixeria Hogwarts. Durant el curs, en Harry s'ha d'enfrontar a en Lord Voldemort, els exàmens GNOM i una Conselleria d'Afers Màgics obstructiva que es nega a acceptar el retorn de l'Innominable. La novel·la va ser publicada el 21 de juny de 2003 per Bloomsbury al Regne Unit, Scholastic als Estats Units i Raincoast al Canadà. Va vendre cinc milions de còpies en les primeres 24 hores de publicació. El públic català es va haver d'esperar fins al febrer de 2004 per poder llegir la traducció al català feta per Xavier Pàmies publicada per l'editorial Empúries.
Harry Potter i l'orde del Fènix van guanyar diversos premis, inclòs el premi al millor llibre per a adults joves de 2003 de l'Associació Americana de Biblioteques. El llibre també es va convertir en una pel·lícula el 2007 i un videojoc fet per Electronic Arts.

## Argument
Durant l'estiu, en Harry Potter i el seu cosí Dudley són atacats per dos demèntors. En Harry es veu obligat a defensar-se invocant el seu patró, motiu pel qual és expulsat de Hogwarts. Tanmateix, gràcies a la itnervenció d'en Dumbledore la seva expulsió s'ajorna a l'espera d'una vista oral a la Conselleria d'Afers Màgics. Llavors, un grup de bruixots que pertanyen a l'orde del Fènix acompanyen en Harry al número 12 de la plaça Grimmauld, la casa de la infància de Sírius Black.
En Ron Weasley i l'Hermione Granger li expliquen que l'orde és una organització secreta, dirigida pel director de Hogwarts Albus Dumbledore, que es dedica a lluitar contra Lord Voldemort i els cavallers de la mort. En Harry, en Ron, l'Hermione, la Ginny Weasley i en Fred i en George Weasley s'assabenten que en Voldemort cerca alguna cosa que li faltava abans de la seva derrota. La Conselleria, dirigida per en Cornelius Fudge, es nega a acceptar el retorn de Voldemort i està duent a terme una campanya de desprestigi contra en Harry i en Dumbledore. A la vista oral, en Dumbledore defensa en Harry, que queda exempt de tots els càrrecs, atés que va fer ús de la màgia en defensa pròpia.
A Hogwarts, la Dolors Umbridge, una treballadora de la Conselleria, es converteix en la nova professora de Defensa contra les Forces del Mal. La professora Umbridge, que qüestiona el retorn de Voldemort, xoca constantment amb en Harry i el castiga a copiar «No he de dir mentides» amb una ploma màgica que grava dolorosament tot el que escriu al dors de la seva mà. Quan ella es nega a ensenyar als estudiants com fer màgia defensiva, en Harry, en Ron i l'Hermione formen el seu propi grup de defensa amb altres estudiants. Umbridge, facultada pel Ministeri per interferir a Hogwarts com a nou Gran Inquisidor, prohibeix les agrupacions i obliga el grup, ara anomenat Exèrcit d'en Dumbledore (ED), a reunir-se en secret a la Sala de la Necessitat per practicar sota les instruccions d'en Harry.
Una nit, en Harry té una visió de la serp de Voldemort, la Nagini, atacant brutalment a l'Arthur Weasley. En Harry n'informa a la professora McGonagall i en Dumbledore, i l'Arthur és rescatat. Llavors, en Dumbledore encarrega al professor Snape, un altre membre de l'orde, que ensenyi oclumència a en Harry per protegir la seva ment contra les invasions de Voldemort. Finalment, la Dolors Umbridge és informada de l'existència de l'ED i per evitar l'expulsió d'en Harry, en Dumbledore es fa responsable del grup i després s'amaga. La professora Umbridge es converteix en la directora, tot i que no pot accedir a l'antic despatx d'en Dumbledore.
Les lliçons d'oclumència d'en no van bé i en Harry no nota progressos. Llavors, durant una sessió, l'Snape ha de sortir de l'habitació perquè el criden i deixa en Harry sol amb el pensiu. A dins, en Harry veu el record de l'Snape on apareixen el seu pare, en James Potter, i en Sírius Black assetjant i humiliant l'Snape a l'escola. L'Snape enxampa en Harry mirant els seus records i acaba les lliçons amb un atac de ràbia. En Harry no fa més esforços per protegir la seva ment amb l'oclumència, i durant els exàmens GNOM, en Harry té una visió d'en Sírius sent torturat per en Voldemort al Departament de Misteris de la Conselleria d'Afers Màgics. En Harry utilitza la xemeneia de la professora Umbridge per contactar amb Grimmauld Place, 12 on en Kreacher, l'elf domèstic d'en Sírius, afirma que ha desaparegut.
La professora Umbridge enxampa en Harry i vol que l'Snape l'interrogui amb veritasèrum, però el professor diu que s'ha quedat sense. En Harry adverteix a l'Snape d'en Sirius amb un missatge en clau i l'Snape fa veure que no l'entén. En aquest moment, la Dolors Umbridge revela que va ser ella qui ordenar l'atac dels demèntors a en Harry i decideix interrogar-lo amb el Malefici del Suplici. Llavors, l'Hermione intervé i convenç la professora que l'arma secreta d'en Dumbledore es troba al bosc prohibit. En Harry i l'Hermione la condueixen al territori dels centaures, on la professora els provoca i la capturen.
En Harry i l'Hermione es poden escapar dels centaures gràcies el germanastre gegant d'en Hagrid. La Luna, en Ron, la Ginny i en Neville arriben al bosc i volen tots junts volen cap a la Consellaria muntant uns cavalls vesprals, per rescatar en Sírius. Un cop al Departament de Misteris, no el troben, sinó que van trobar una bola de vidre amb els noms d'en Harry i d'en Voldemort. Els cavallers de la mort liderats per en Lucius Malfoy els ataquen i revelen que en Harry va ser atret aquí amb una visió falsa per aconseguir l'esfera. En Voldemort cerca aquest objecte, ja que és l'enregistrament d'una profecia d'ell i en Harry.
Els membres de l'orde del Fènix hi arriben i lluiten contra els cavallers de la mort. Durant la baralla, Neville destrueix accidentalment la profecia i la Bel·latrix Lestrange mata en Sírius. En Harry la persegueix debades. Llavors, quan en Voldemort arriba per matar-lo, però apareix en Dumbledore per protegir en Harry i lluitar contra el Senyor de les Forces del Mal. En Voldemort posseeix en Harry, en un intent d'aconseguir que Dumbledore mati en Harry, però en Harry lluita contra la possessió, expulsant en Voldemort just quan arriba en Cornelius Fudge. Després d'haver vist en Voldemort, Fudge accepta la veritat.
Al seu despatx, en Dumbledore li explica que l'Snape havia entès la seva advertència i va alertar l'orde. En Dumbledore també li revela que en Kreacher havia informat la Narcissa Malfoy, la dona d'en Lucius, de la relació propera entre en Harry i en Sírius, i que en Voldemort ho va voler aprofitar. En Dumbledore també li confessa que en Harry està a fora de perill d'en Voldemort amb els Dursley, ja que en agafar en Harry, la Petúnia, la germana de la Lily, va segellar la protecció que la mare d'en Harry li va donar. A més, en Dumbledore li revela el contingut de la profecia, que va predir el naixement d'algú amb el poder de derrotar a Voldemort. Un dels seguidors d'en Voldemort havia escoltat part de la profecia i va informar-ne a en Voldemort, que després va intentar matar en Harry quan era un nadó. La resta de la profecia, que en Voldemort no va escoltar, va donar a entendre que en Voldemort marcaria el seu oponent com un igual i que, finalment, un mataria l'altre.
Aclaparat per la profecia i lamentant la pèrdua d'en Sirius, en Harry està de molt malhumor, tot i que la comunitat de bruixots ara li ofereix un gran respecte. Motivat pels seus amics, en Harry torna a cal Dursley.

## Publicació i llançament
Els fans de Harry Potter van haver d'esperar tres anys entre els llançaments del quart i el cinquè llibre. Abans de la publicació del cinquè llibre, 200 milions de còpies dels quatre primers llibres ja s'havien venut i traduït a 55 idiomes en 200 països. Com que la sèrie ja era un fenomen global, el llibre va batre nous rècords de pre-venda, amb milers de persones fent cua fora de les llibreries el 20 de juny de 2003 per assegurar-se que en podien comprar una còpia. Tot i la seguretat, milers de còpies van ser robades d'un magatzem d'Earlestown (Merseyside) el 15 de juny de 2003.

### Resposta crítica
Harry Potter i l'orde del Fènix va rebre crítiques majoritàriament positives i va rebre diversos premis. El 2004, el llibre va ser citat com a millor llibre per a joves i com a llibre notable per l'Associació Americana de Biblioteques. També va rebre la Medalla d'Or Oppenheim Toy Portfolio 2004, juntament amb diversos altres premis. Rowling va ser elogiada per la seva imaginació per l'escriptora Deirdre Donahue d'USA Today. L'escriptor John Leonard de The New York Times va elogiar la novel·la, dient: «L'orde del Fènix comença lentament, agafa velocitat i després surt en monopatí, amb voltes, fins a la seva conclusió furiosa… A mesura que en Harry es fa gran, Rowling millora.» Tanmateix, també va criticar que en Draco Malfoy era un personatge massa pla i Lord Voldemort massa previsible.
La majoria dels crítics negatius estaven preocupats per la violència continguda a la novel·la i amb els problemes de moralitat que es produïen al llarg del llibre.

### Predecessors i seqüeles
Harry Potter i l'orde del Fènix és el cinquè llibre de la sèrie Harry Potter. El primer llibre de la sèrie, Harry Potter i la pedra filosofal, va ser publicat per primera vegada per Bloomsbury el 1997 amb una tirada inicial de 500 exemplars de tapa dura, 300 dels quals es van distribuir a les biblioteques. A finals de 1997, l'edició del Regne Unit va guanyar un National Book Award i una medalla d'or en la categoria de nens de 9 a 11 anys del Nestlé Smarties Book Prize. La segona novel·la, Harry Potter i la cambra secreta, es va publicar al Regne Unit el 2 de juliol de 1998. Harry Potter i el pres d'Azkaban es va publicar un any després al Regne Unit el 8 de juliol de 1999 i als Estats Units el 8 de setembre de 1999. Harry Potter i el calze de foc es va publicar el 8 de juliol de 2000, simultàniament per Bloomsbury i Scholastic. Harry Potter i l'orde del Fènix és el llibre més llarg de la sèrie, però és la segona pel·lícula més curta amb 2 hores i 18 minuts.
Després de la publicació de L'orde del Fènix, el sisè llibre de la sèrie, Harry Potter i el misteri del Príncep, es va publicar el 16 de juliol de 2005 i se'n van vendre 9 milions de còpies en els primers 24 hores del llançament a tot el món. La setena i última novel·la, Harry Potter i les relíquies de la Mort, es va publicar el 21 de juliol de 2007. El llibre va vendre 11 milions de còpies en 24 hores del seu llançament: 2,7 milions de còpies al Regne Unit i 8,3 milions als EUA.

## Adaptacions

### Pel·lícula
El 2007, Harry Potter i l'orde del Fènix es va estrenar en una versió cinematogràfica dirigida per David Yates i escrita per Michael Goldenberg. La pel·lícula va ser produïda per la companyia de David Heyman, Heyday Films, juntament amb David Barron. Segons els informes, el pressupost era d'entre 75 i 100 milions de lliures. i es va convertir en l'onzena pel·lícula més taquillera de la història i un èxit de crítica i comercial. La pel·lícula es va estrenar amb una estrena mundial de cinc dies de 333 milions de dòlars, la tercera millor de la història, i va recaptar 940 milions de dòlars en total. Es tracta de l'estrena més taquillera de 2007 després de Pirates del Carib: Al fi del món. La pel·lícula va ser doblada al català el mateix any pels estudis Sonoblok sota la direcció de Quim Roca i la traducció de Lluís Comes.

### Videojocs
Es va fer una adaptació del videojoc de Harry Potter i l'orde del Fènix per a Microsoft Windows, PS2, PS3, Xbox 360, PSP, Nintendo DS, Wii, Game Boy Advance i Mac OS X. Va ser llançat el 25 de juny de 2007 als EUA, 28 de juny de 2007 a Austràlia i el 29 de juny de 2007 al Regne Unit i Europa per a PlayStation 3, PSP, PlayStation 2, Windows i el 3 de juliol de 2007 per a la majoria de les altres plataformes. Els jocs van ser publicats per Electronic Arts. El llibre també es mostra al videojoc de 2011 Lego Harry Potter: Years 5–7.

## Traduccions
La primera traducció oficial a l'estranger del llibre va aparèixer en vietnamita el 21 de juliol de 2003, quan es va publicar la primera de vint-i-dos lliuraments. La primera traducció oficial europea va aparèixer a Sèrbia i Montenegro en serbi per l'editor oficial Narodna Knjiga a principis de setembre de 2003. Altres traduccions van aparèixer més tard (per exemple, el novembre de 2003 en neerlandès i alemany). La versió en anglès ha encapçalat la llista de més venuts a França, mentre que a Alemanya i els Països Baixos es va iniciar un procés de traducció distribuïda no oficial a Internet.
Quant a la traducció al català, és el primer volum de la sèrie traduït per Xavier Pàmies mentre que els quatre primers volums havien estat traduïts per Laura Escorihuela. La traducció catalana va ser publicada el febrer de 2004 per l'editorial Empúries.